# Геракл (фильм, 2014)
«Геракл» (англ. Hercules) — американский художественный фильм 2014 года в жанре фэнтезийно-приключенческого боевика, поставленный режиссёром Бреттом Ратнером по сценарию Райана Дж. Кондала и Эвана Спилиотопулоса. Фильм основан на одноимённом графическом романе Стива Мура, в частности на ограниченной серии The Thracian Wars, и рассказывает о Геракле, самопровозглашённом герое, и его группе наёмников, когда они нанимаются, чтобы возглавить фракийскую армию против военачальника.

## Сюжет
В начале фильма показывается рождение Геракла, полубога и сына самого Зевса. Гера, недовольная внебрачным сыном Зевса, пытается убить малыша, запустив к нему в колыбель двух ядовитых змей, но младенец душит их. После этого рассказчик, которым оказывается Иолай, племянник самого Геракла, рассказывает истории про своего дядю. Про его подвиги и про то, что Геракл силен как бог. Но пираты, схватившие Иолая, не верят ему. Но тут приходит Геракл и вместе со своей верной командой (мастер ножей Автолик, прорицатель Амфиарай, немой Тидей и лучница Аталанта) побеждает пиратов и освобождает Иолая.
Позже, когда Геракл сидит в трактире, отмечая победу над пиратами, к нему приходит Ергения, дочь фракийского царя Котиса, и просит о помощи, обещая в награду золото, весом равное весу самого героя. Геракл соглашается и едет во Фракию. По пути он вспоминает, как выполняя подвиги, он вернулся в Афины. Он отдал головы Лернейской гидры царю Эврисфею, своему кузену, и встретился с семьей. Позже Геракл напился, а когда проснулся, увидел, что он убил своих детей и жену Мегару. После этого Геракла выгнали из Афин, и он стал наемником. Приехав во Фракию, Геракл встречается с Котисом, и тот рассказывает герою, что вражеский полководец по имени Рес, тёмный маг и повелитель кентавров, захватывает земли Греции и скоро доберется до Фракии. Геракл обещает разобраться с Ресом и знакомится с внуком Котиса Арием, который боготворит Зевсова сына. Этой же ночью Ария пугает Тидей, который, по словам Геракла с самого рождения был на поле битвы и с той поры каждую ночь он звереет, но что он видел, сказать не может.
Геракл и его команда обучают фракийское войско военному ремеслу для битвы с врагом. Гераклу каждую ночь снится его убитая семья и трёхглавый пёс Цербер, вестник смерти. Амфиарай говорит, что это знак, и что Геракл должен поддаться судьбе и победить боль внутри себя. Также он признается, что в видении видел свою скорую смерть. Котис сообщает Гераклу, что войска Реса могут напасть на земли племени Бесси, которые могли бы помочь Фракии в обороне. Геракл надевает шкуру Немейского льва и вместе с армией отправляется в путь. Они доходят до Бесси, но поздно. Все Бесси убиты, поселение спалено. И вдруг Бесси оживают, с помощью колдовства Реса, и с помутненными разумами нападают на своих защитников. Геракл и его спутники побеждают. Геракл снабжает всех фракийских солдат доспехами, подобными своим.
В следующем бою участвует даже царь Котис, потому что против них вышел сам Рес. Приспешники Реса оказались не кентаврами, а обычными людьми. Геракл побеждает и в этой битве, по пути во дворец, плененный Рес сообщает победителю, что тот воюет не за тех. Побеждённый отрицает нападения на племя Бесси, и отмечает отсутствие поддержки Котиса у местного населения, из-за чего тот прибегает к услугам наёмников. Во дворце военнопленного унижают и не дают еды, и при виде этого Геракл задумывается над его словами. В конце концов он понимает, что Рес был прав, и решает остаться, отказавшись возглавить войска Котиса. Вся его команда, за исключением Автолика, который не захотел бесплатно рисковать своею шкурой, тоже остается. Геракл вламывается во дворец и освобождает Реса, но их хватают и сажают в темницу. В темнице Геракл, закованный в цепи, опять видит Цербера, но через время понимает, что это просто три огромных волка. Оказывается, что все это подстроил Эврисфей, опасавшийся потерять трон из-за своего родственника, не проявлявшего и признака честолюбия. Это Эврисфей усыпил Геракла и спустил на его семью этих волков. А Котису Эврисфей помог ради объединения их государств в могущественную Империю. Хотя Ергения не поддерживает своего дядю, она вынуждена подчиняться ему ради безопасности своего сына Ария, который является преемником Котиса на царский трон. Геракл отчаивается, но Амфиарай напоминает Гераклу, кто он такой. Геракл понимает, что он потерял веру в себя, и решает доказать самому себе, что он наполовину бог. Он освобождается от цепей, убивает волков голыми руками и освобождает друзей. Во дворце он догоняет Эврисфея и, не слушая его раскаяний, убивает. Но при выходе из дворца он встречает Котиса и всю обученную им армию. Их спасает и выигрывает им время вернувшийся Автолик. Тидей, спасая Ария, погибает и наконец произносит: «Геракл!». Геракл с друзьями оказывается в западне, возле огромной статуи Геры. Тогда Геракл, прилагая нечеловеческие силы, обрушивает эту статую на врагов. Гигантская голова Геры сбивает Котиса в пропасть. Все солдаты понимают, что перед ними полубог и преклоняют перед Гераклом колени.
Из анимированных финальных титров становится ясно, что все свои двенадцать подвигов Геракл совершил благодаря помощи своих товарищей.

## В ролях
| Актёр                | Роль              |
| -------------------- | ----------------- |
| Дуэйн Джонсон        | Геракл            |
| Иэн Макшейн          | Амфиарай          |
| Руфус Сьюэлл         | Автолик           |
| Джозеф Файнс         | царь Эврисфей     |
| Питер Маллан         | Ситакл            |
| Джон Хёрт            | царь Фракии Котис |
| Аксель Хенни         | Тидей             |
| Ингрид Бульсё Бердал | Аталанта          |
| Рис Ричи             | Иолай             |
| Тобиас Зантельман    | Рес               |
| Ребекка Фергюсон     | Ергения           |
| Айзек Эндрюс         | Арий              |
| Ирина Шейк           | Мегара            |
| Джо Андерсон         | Финей             |
| Барбара Палвин       | Антимаха          |
| Стив Пикок           | Стефан            |

## Производство
Фильм должен был снимать Питер Берг, однако он ушёл с поста режиссёра фильма, оставшись в проекте только как продюсер.
На одну из ролей рассматривалась Антье Трауэ.
Съёмки фильма проходили в Венгрии и Хорватии.

## Выпуск
Первоначально премьера фильма в США была назначена на 8 августа 2014 года.
Фильм был выпущен 24 июля 2014 года в России и 25 июля в США компанией Paramount Pictures. Это был один из двух голливудских фильмов о Геракле, вышедших в 2014 году, другой — «Геракл: Начало легенды» от Lionsgate. Фильм стал коммерчески успешным, заработав 244 миллиона долларов при бюджете в 100 миллионов долларов и получив смешанные отзывы от критиков, с некоторой похвалой за игру Джонсона и экшен-сцены.

## Критика
Сайт Rotten Tomatoes сообщает о рейтинге одобрения 58 % на основе 121 рецензии, со средней оценкой 5,4/10. Консенсус критиков сайта гласит: «За камерами „Геракла“ стоит Бретт Ратнер, а Дуэйн Джонсон щеголяет в набедренной повязке — и это даёт именно то, что может ожидать любой разумный человек, читающий это описание». Metacritic ставит фильму средневзвешенный балл 47 из 100 на основе 25 критиков, что означает «смешанные или средние отзывы».